# Ainbíth mac Áeda
Ainbíth mac Áeda lub Ainfíth mac Áeda (zm. 882 r.) – król Ulaidu (Ulsteru) z dynastii Dál Fiatach od 873 r. do swej śmierci, syn Áeda (zm. 839 r.), syna Eochaida VI mac Fíachnai (zm. 810 r.), króla Ulaidu.
W 839 r. ojciec Áed mac Eochada brał udział ze swymi krewnymi w mordzie na bracie i królu Ulaidu, Muiredachu III mac Eochada. Syn tegoż, Matudán mac Muiredaig, mszcząc się za śmierć ojca, zabił swego stryja. Po tym wydarzeniu stał się królem Ulaidu. Potomkowie Áeda musieli długo czekać na objęcie władzy w Ulaidzie. Ainbíth mógł być uznany za spadkobiercę, ponieważ znajdujemy go po stronie wojsk Ulaidu w 864 r. Wówczas arcykról Áed VII Findliath z Północnego Uí Néill i jego sprzymierzeniec Flann mac Conaing z Bregi zadali ciężką porażkę Ainbíthowi i wojsku Ulaidu na ziemi Conailli Cerd.
Ainbíth objął tron Ulaidu w 873 r. po śmierci sędziwego Lethlobara mac Loingsig z Dál nAraidi. W 878 r. mieszkańcy Ulaidu zabili Cumuscacha mac Muiredaig, króla Uí Cremthainn (plemię Airgíalla leżące na terenie obecnego wschodniego hrabstwa Fermanagh i północnego hr. Monaghan). W 882 r. doszło do potyczki między Conailli Muirthemne (położony na obszarze Dundalk w hr. Louth) a Ulaidem, w której polegli król Anbíth, Conallán mac Máele Dúin, król Cuib (Uí Echach Cobo) oraz inni panowie z wielkich rodów. Od Anbítha wywodzi się rodzina z Lis Aeda. Pozostawił po sobie synów, w tym Fiachnę mac Ainbítha (zm. 886 r.), przyszłego króla Ulaidu. Zaś tron Ulaidu przeszedł na dwóch braci, Eochocána i Airemóna, którzy odtąd wspólnie rządzili.